# Список обсерваторий

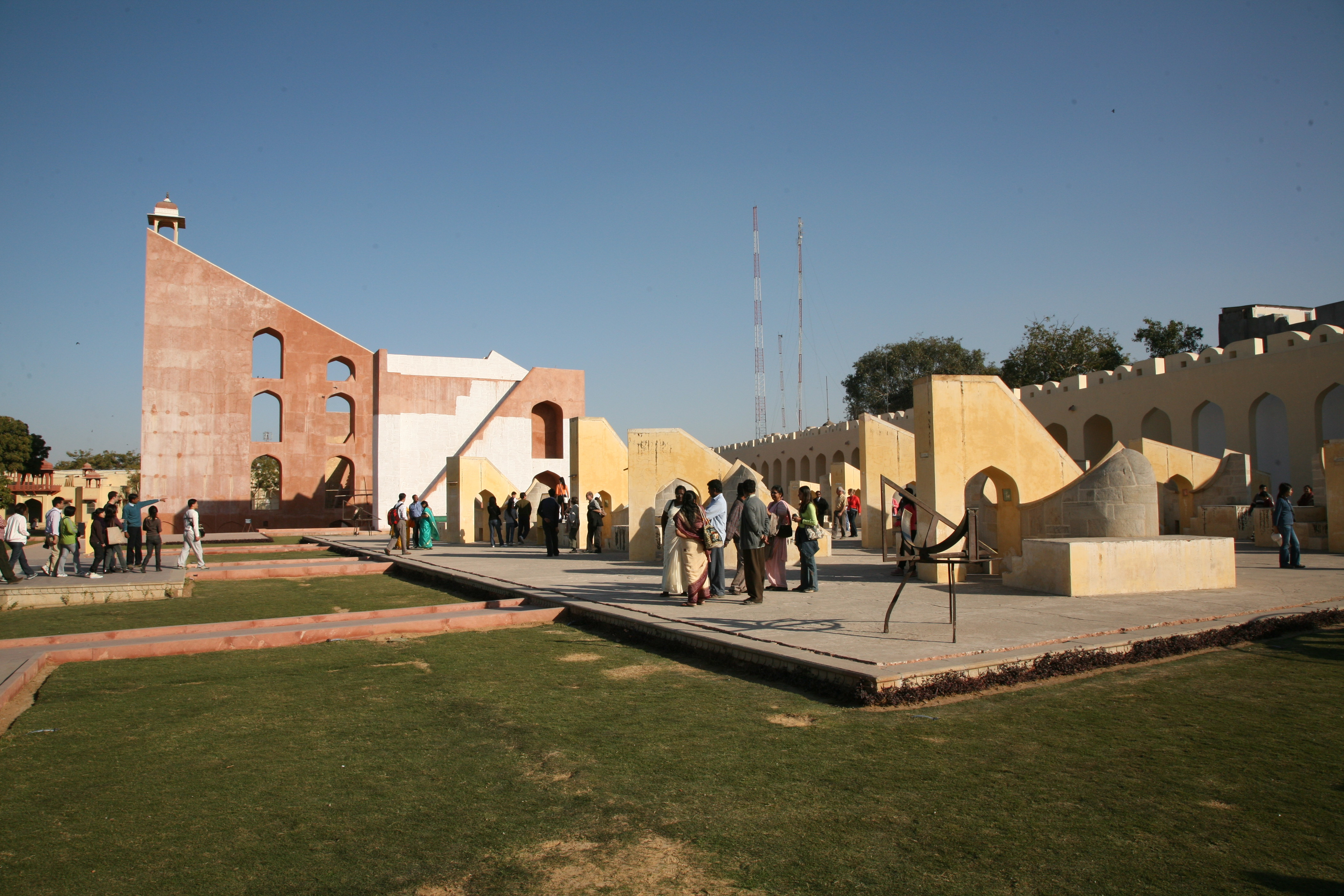
Старинная обсерватория Джантар-Мантар в Джайпуре, Индия

## Астрономические обсерватории России
058 Кёнигсбергская обсерватория (закрыта)

084 Главная (Пулковская) астрономическая обсерватория РАН (ГАО РАН)

GAISh Государственный астрономический институт им. П. К. Штернберга (ГАИШ)

BAO Байкальская астрофизическая обсерватория

PRAO Пущинская радиоастрономическая обсерватория

105 Краснопресненская обсерватория МГУ

094 Симеизская обсерватория

095 Крымская астрофизическая обсерватория и Крымская лаборатория ГАИШ МГУ

102 Звенигородская обсерватория Института Астрономии РАН

110 Астрономическая обсерватория гимназии имени А. Л. Кекина

114 Северокавказская астрономическая станция Казанского университета

115 Специальная астрофизическая обсерватория РАН (САО, Зеленчукская)

128 Астрономическая обсерватория Саратовского государственного университета

135 Астрономическая обсерватория Казанского университета

136 Астрономическая обсерватория имени В. П. Энгельгардта

168 Коуровская астрономическая обсерватория имени К. А. Бархатовой

183 Частная обсерватория Старлаб, ныне станция оптических наблюдений «Архыз», САО РАН

236 Обсерватория Томского государственного университета

255 40-й отдельный командно-измерительный комплекс, радиотелескоп РТ-70

B17 40-й отдельный командно-измерительный комплекс, радиотелескоп AZT-8 Evpatoria

584 Астрономическая обсерватория Санкт-Петербургского университета

B05 Частная обсерватория Ка-Дар

B16 Обсерватория НОУ «Первая московская гимназия» (Липки)

B18 Терскольский филиал ИНАСАН

B94 Обсерватория Астерион Петрозаводского государственного университета

C00 Обсерватория Великие Луки

C06 Обсерватория Сибирского государственного аэрокосмического университета

C15 Уссурийская астрофизическая обсерватория

C20 Кисловодская горная астрономическая станция ГАО РАН

C30 Наблюдательная станция Шёлтозеро Петрозаводского государственного университета

C32 Астрономическая станция ТАУ обсерватории Ка-Дар

C40 Астрофизическая обсерватория КубГУ

C41 МАСТЕР-II, Кавказская горная обсерватория ГАИШ МГУ (в стадии строительства[когда?])

C48 Саянская обсерватория ИСЗФ СО РАН

C80 Донская астрономическая обсерватория

IO Астрономическая обсерватория Иркутского государственного университета

Badary Радиоастрофизическая обсерватория «Бадары»

| Код      | Название                                                                            | Место расположения                                | Широта | Долгота | Высота над уровнем моря, м |
| -------- | ----------------------------------------------------------------------------------- | ------------------------------------------------- | ------ | ------- | -------------------------- |
| 084      | Главная (Пулковская) астрономическая обсерватория РАН (ГАО РАН)                     | Санкт-Петербург                                   | 59°46" | 30°20"  | 75                         |
|          | Государственный астрономический институт им. П. К. Штернберга (ГАИШ)                | Москва, МГУ                                       | 55°42" | 37°33"  | 194                        |
|          | Байкальская астрофизическая обсерватория                                            | Листвянка (Иркутский район), Иркутская область    |        |         | 645                        |
|          | Пущинская радиоастрономическая обсерватория                                         | Пущино                                            | 54°49" | 37°38"  |                            |
| 105      | Краснопресненская обсерватория МГУ                                                  | Москва                                            | 55°45" | 37°34"  | 142                        |
| 094, 095 | Симеизская обсерватория; Крымская астрофизическая обсерватория                      | Крым, Симеиз; посёлок Научный                     | 44°44" | 34°02"  | 550                        |
|          | Крымская лаборатория ГАИШ МГУ                                                       | Крым, посёлок Научный                             | 44°44" | 34°02"  | 600                        |
| 102      | Звенигородская обсерватория Института Астрономии РАН                                | близ Звенигорода                                  | 55°42" | 36°46"  | 180                        |
| 110      | Астрономическая обсерватория гимназии имени А. Л. Кекина                            | Ростов, Ярославская область                       |        |         | 100                        |
| 114      | Северокавказская астрономическая станция Казанского университета                    | близ САО РАН                                      |        |         | 2026                       |
| 115      | Специальная астрофизическая обсерватория РАН (САО, Зеленчукская)                    | Карачаево-Черкесия, гора Семиродники              | 43°39" | 41°26"  | 2100                       |
| 128      | Астрономическая обсерватория Саратовского государственного университета             | Саратов                                           |        |         |                            |
| 135      | Астрономическая обсерватория Казанского университета                                | Казань                                            |        |         | 75                         |
| 136      | Астрономическая обсерватория имени В. П. Энгельгардта                               | близ Казани                                       | 55°50" | 48°49"  | 98                         |
| 168      | Коуровская астрономическая обсерватория имени К. А. Бархатовой                      | г. Первоуральск, с. Слобода                       | 57°02" | 59°33"  | 260                        |
| 183      | Частная обсерватория Старлаб, ныне станция оптических наблюдений «Архыз»            | САО РАН, Карачаево-Черкесия                       | 43°39" | 41°25"  | 2062                       |
| 236      | Обсерватория Томского государственного университета                                 | Томск                                             | 56°28" | 84°58"  | 137                        |
| 255      | 40-й отдельный командно-измерительный комплекс, радиотелескоп РТ-70                 | близ Евпатории                                    |        |         |                            |
| B17      | 40-й отдельный командно-измерительный комплекс, радиотелескоп AZT-8 Evpatoria       | близ Евпатории                                    |        |         |                            |
| 584      | Астрономическая обсерватория Санкт-Петербургского университета                      | Санкт-Петербург, центр                            | 59°57" | 30°16"  | 20                         |
| B05      | Частная обсерватория Ка-Дар                                                         | пос. Кузьминское, Московская область              | 55°15" | 37°53"  | 176                        |
| B16      | Обсерватория НОУ «Первая московская гимназия» (Липки)                               | пос. Липки, Одинцовский район, Московская область |        |         | 218                        |
| B18      | Терскольский филиал ИНАСАН                                                          | Кабардино-Балкарская республика                   |        |         | 3127                       |
| B94      | Обсерватория Астерион Петрозаводского государственного университета                 | Петрозаводск, район Древлянка, Республика Карелия | 61°46" | 34°16"  | 143                        |
| C00      | Обсерватория Великие Луки                                                           | Великие Луки                                      |        |         |                            |
| C06      | Обсерватория Сибирского государственного аэрокосмического университета              | Красноярск                                        |        |         | 160                        |
| C15      | Уссурийская астрофизическая обсерватория                                            | Горнотаёжное, Приморский край                     |        |         | 274                        |
| C20      | Кисловодская горная астрономическая станция ГАО РАН                                 | Карачаево-Черкесия, плато Шатджатмаз              | 43°44" | 42°32"  | 2070                       |
| C30      | Наблюдательная станция Шёлтозеро Петрозаводского государственного университета      | Шёлтозеро, Республика Карелия                     |        |         | 42                         |
| C32      | Астрономическая станция ТАУ обсерватории Ка-Дар                                     | Нижний Архыз, Карачаево-Черкесия                  |        |         | 2060                       |
| C40      | Астрофизическая обсерватория КубГУ                                                  | Краснодар                                         | 45°01" | 39°01"  | 71                         |
| C41      | МАСТЕР-II, Кавказская горная обсерватория ГАИШ МГУ (в стадии строительства[когда?]) | Кисловодск и Карачаево-Черкесия, плато Шатджатмаз | 43°44" | 42°32"  | 2100                       |
| C48      | Саянская обсерватория ИСЗФ СО РАН                                                   | пос. Монды                                        | 51°37" | 101°00" | 2000                       |
| C80      | Донская астрономическая обсерватория                                                | Ростов-на-Дону                                    | 47°17" | 39°46"  | 80                         |
|          | Обсерватория Рязанского университета                                                | Рязань, центр                                     | 54°38" | 39°45"  | 110                        |
|          | Астрономическая обсерватория Иркутского государственного университета               | Иркутск                                           | 52°17" | 104°02" | 456                        |
|          | Радиоастрофизическая обсерватория «Бадары»                                          | Восточный Саян                                    | 51°46" | 102°12" | 832                        |

## Зарубежные обсерватории
- Абастуманская астрофизическая обсерватория
- Алжирская обсерватория
- Астрономическая обсерватория Киевского университета
- Обсерватория Аресибо
- Астрономическая обсерватория в Гиватаиме
- Бюраканская астрофизическая обсерватория
- Венская обсерватория
- Гамбургская обсерватория
- Гейдельбергская обсерватория
- Гринвичская обсерватория
- Исследовательский центр в области геодинамики и астрометрии (CERGA)
- Йеркская обсерватория
- Китабская международная широтная станция
- Национальная обсерватория Китт-Пик
- Лаборатория поиска околоземных астероидов имени Линкольна (LINEAR)
- Лейденская обсерватория
- Ликская обсерватория
- Майданакская высокогорная обсерватория
- Марсельская обсерватория
- Межамериканская обсерватория Серро-Тололо
- Международная радиоастрономическая обсерватория «Суффа»
- Молетская астрономическая обсерватория
- Национальная астрономическая обсерватория Японии (NAOJ)
- Николаевская астрономическая обсерватория
- Обсерватория им. Гёте Линка
- Обсерватория Карла Шварцшильда
- Обсерватория Кисо
- Обсерватория Конкоя
- Обсерватория Клеть
- Обсерватория Лас-Кампанас
- Обсерватория Ла-Силья
- Обсерватория Ла-Плата
- Обсерватория Маунт-Вилсон
- Обсерватория Ниццы
- Обсерватория Ок-Ридж
- Обсерватория Улугбека
- Обсерватория Фабра
- Обсерватория Цзыцзиньшань
- Обсерватория Циммервальда
- Паломарская обсерватория
- Паранальская обсерватория
- Республиканская обсерватория Йоханнесбурга
- Симеизская обсерватория
- Космическая обсерватория ТЕСИС
- Туринская обсерватория
- Шемахинская астрофизическая обсерватория